# Investigación empírica

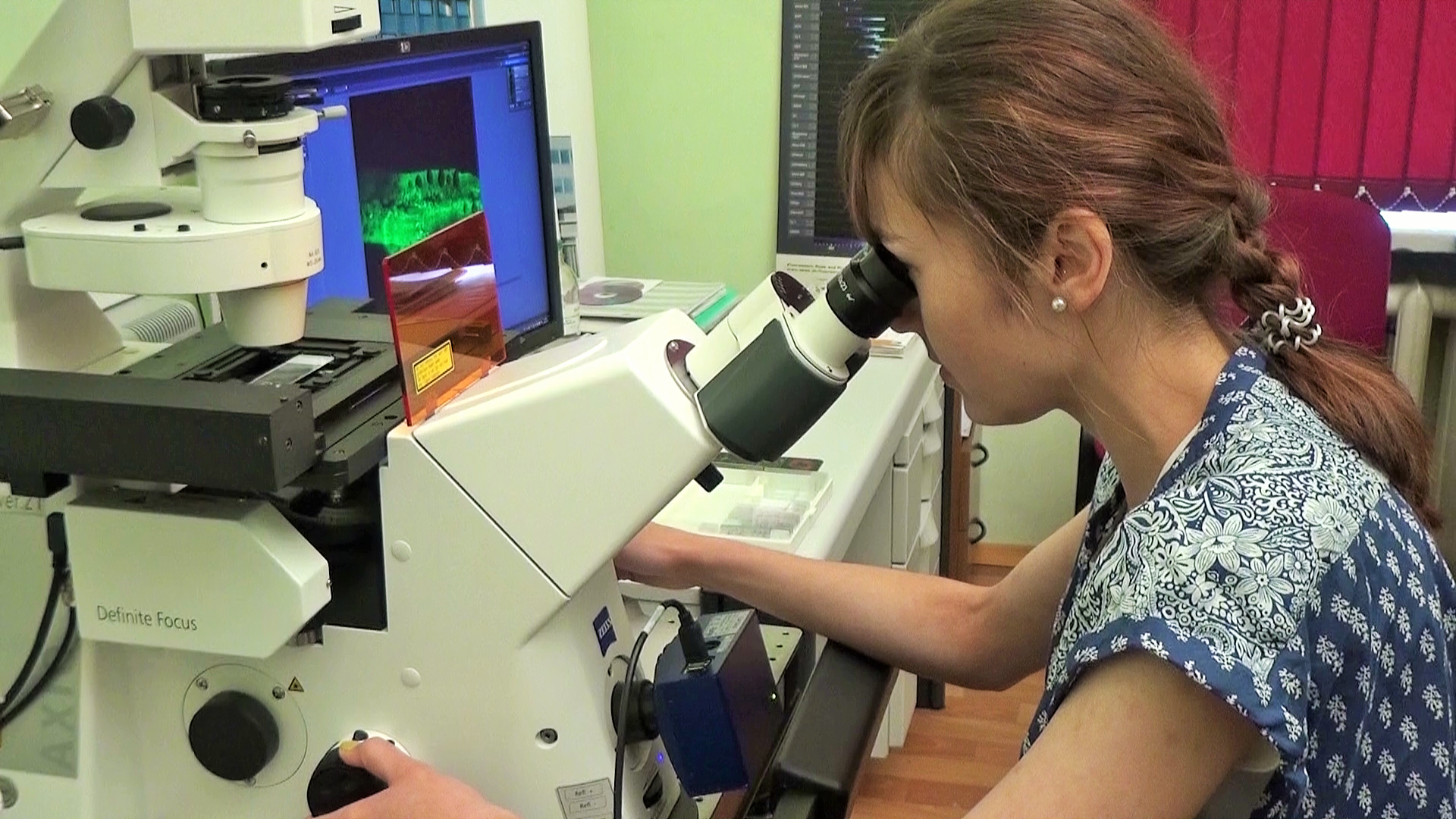
Un científico que recopila datos para su investigación.

La investigación empírica es la investigación que utiliza evidencia empírica. También es una forma de obtener conocimiento mediante la observación o experiencia directa e indirecta. El empirismo valora tal investigación más que otros tipos. La evidencia empírica (el registro de las observaciones o experiencias directas) puede analizarse cuantitativa o cualitativamente. Cuantificando la evidencia o dándole sentido en forma cualitativa, un investigador puede responder preguntas empíricas, que deben estar claramente definidas y responder con la evidencia recolectada (generalmente llamada información). El diseño de la investigación varía según el campo y la pregunta que se investiga. Muchos investigadores combinan formas de análisis cualitativas y cuantitativas para responder mejor a preguntas que no pueden estudiarse en entornos de laboratorio, particularmente en las ciencias sociales y en la educación. 
En algunos campos, la investigación cuantitativa puede comenzar con una pregunta de investigación (por ejemplo, "¿Escuchar música vocal durante el aprendizaje de una lista de palabras tiene un efecto en la memoria posterior de estas palabras?") Que se prueba a través de la experimentación. Por lo general, el investigador tiene una cierta teoría con respecto al tema bajo investigación. Con base en esta teoría, se propondrán enunciados o hipótesis (por ejemplo, "Escuchar la voz vocal tiene un efecto negativo en el aprendizaje de una lista de palabras"). De estas hipótesis, se derivan predicciones sobre eventos específicos (por ejemplo, "Las personas que estudian una lista de palabras mientras escuchan música vocal recordarán menos palabras en una prueba de memoria posterior que las personas que estudian una lista de palabras en silencio"). Estas predicciones se pueden probar con un experimento adecuado. Dependiendo de los resultados del experimento, la teoría en la que se basaron las hipótesis y las predicciones será respaldada o no, o puede necesitar ser modificada y luego sometida a pruebas adicionales. 

## Terminología
El término empírico se usó originalmente para referirse a ciertos antiguos practicantes de medicina griegos que rechazaban la adhesión a las doctrinas dogmáticas de la época, prefiriendo en cambio confiar en la observación de los fenómenos percibidos en la experiencia. El empirismo posterior se refirió a una teoría del conocimiento en filosofía que se adhiere al principio de que el conocimiento surge de la experiencia y la evidencia reunida específicamente usando los sentidos. En uso científico, el término empírico se refiere a la recopilación de datos utilizando solo evidencia que sea observable por los sentidos o, en algunos casos, utilizando instrumentos científicos calibrados. Lo que los primeros filósofos describieron como investigación empírica y empírica tienen en común la dependencia de datos observables para formular y probar teorías y llegar a conclusiones. 

## Uso
El investigador intenta describir con precisión la interacción entre el instrumento (o los sentidos humanos) y la entidad observada. Si se trata de instrumentación, se espera que el investigador calibre su instrumento aplicándolo a objetos estándar conocidos y documentando los resultados antes de aplicarlo a objetos desconocidos. En otras palabras, describe la investigación que no ha tenido lugar antes y sus resultados. 
En la práctica, la acumulación de evidencia a favor o en contra de cualquier teoría particular implica diseños de investigación planificados para la recopilación de datos empíricos, y el rigor académico juega un papel importante al juzgar los méritos del diseño de la investigación. Se han sugerido varias tipologías para tales diseños, una de las más populares proviene de Campbell y Stanley. Son responsables de popularizar la distinción ampliamente citada entre diseños pre-experimentales, experimentales y cuasi-experimentales y son firmes defensores del papel central de los experimentos aleatorios en la investigación educativa. 

### Investigación científica
El análisis preciso de los datos utilizando métodos estadísticos estandarizados en estudios científicos es fundamental para determinar la validez de la investigación empírica. Las fórmulas estadísticas como la regresión, el coeficiente de incertidumbre, la prueba t, el chi cuadrado y varios tipos de ANOVA (análisis de varianza) son fundamentales para formar conclusiones lógicas y válidas. Si los datos empíricos alcanzan significancia bajo la fórmula estadística apropiada, se respalda la hipótesis de investigación. De lo contrario, la hipótesis nula es compatible (o, más exactamente, no se rechaza), lo que significa que no se observó ningún efecto de las variables independientes sobre las variables dependientes. 
El resultado de la investigación empírica utilizando pruebas de hipótesis estadísticas nunca es una prueba . Solo puede apoyar una hipótesis, rechazarla o no hacer ninguna. Estos métodos producen solo probabilidades. Entre los investigadores científicos, la evidencia empírica (a diferencia de la investigación empírica) se refiere a la evidencia objetiva que parece ser la misma independientemente del observador. Por ejemplo, un termómetro no mostrará temperaturas diferentes para cada individuo que lo observe. La temperatura, medida con un termómetro preciso y bien calibrado, es evidencia empírica. Por el contrario, la evidencia no empírica es subjetiva, dependiendo del observador. Siguiendo el ejemplo anterior, el observador A podría informar sinceramente que una habitación está cálida, mientras que el observador B podría informar sinceramente que la misma habitación está fría, aunque ambos observan la misma lectura en el termómetro. El uso de evidencia empírica niega este efecto de la experiencia o el tiempo personal (es decir, subjetivo). 
La variada percepción del empirismo y el racionalismo muestra preocupación por el límite al que depende la experiencia del sentido como un esfuerzo por obtener conocimiento. Según el racionalismo, hay varias formas diferentes en que la experiencia sensorial se adquiere independientemente para el conocimiento y los conceptos. Según el empirismo, la experiencia sensorial se considera como la fuente principal de cada pieza de conocimiento y los conceptos. En general, los racionalistas son conocidos por el desarrollo de sus propios puntos de vista siguiendo dos formas diferentes. Primero, se puede colocar el argumento clave de que hay casos en los que el contenido del conocimiento o los conceptos terminan superando la información. Esta información superada es proporcionada por la experiencia sensorial. En segundo lugar, hay una construcción de cuentas sobre cómo el razonamiento ayuda a proporcionar conocimiento adicional sobre un alcance específico o más amplio. Se sabe que los empiristas presentan sentidos complementarios relacionados con el pensamiento. 
Primero, hay un desarrollo de relatos de cómo existe la provisión de información por experiencia que los racionalistas citan. Esto es en la medida en que lo tenga en el lugar inicial. A veces, los empiristas tienden a optar por el escepticismo como una opción de racionalismo. Si la experiencia no es útil en la provisión de conocimiento o concepto citado por los racionalistas, entonces no existen. Segundo, los empiristas sostienen la tendencia de atacar los relatos de los racionalistas mientras consideran que el razonamiento es una fuente importante de conocimiento o conceptos. El desacuerdo general entre empiristas y racionalistas muestra preocupaciones primarias sobre cómo se está ganando conocimiento con respecto a las fuentes de conocimiento y concepto. En algunos casos, el desacuerdo en el punto de obtener conocimiento da como resultado la provisión de respuestas conflictivas a otros aspectos también. Puede haber un desacuerdo en la característica general de la orden, al tiempo que limita el conocimiento y el pensamiento. Los empiristas son conocidos por compartir la opinión de que no existe el conocimiento innato y más bien eso es derivación del conocimiento por experiencia. Estas experiencias se razonan utilizando la mente o se perciben a través de los cinco sentidos que posee el ser humano. Por otro lado, se sabe que los racionalistas comparten la opinión de que existe un conocimiento innato y que esto es diferente para los objetos de conocimiento innato que se eligen.
Para seguir el racionalismo, debe adoptarse una de las tres afirmaciones relacionadas con la teoría que son deducción o intuición, conocimiento innato y concepto innato. Cuanto más se elimine el concepto de las operaciones mentales y la experiencia, puede haber rendimiento sobre experiencia con mayor plausibilidad para ser innato. Más adelante, el empirismo en contexto con un tema específico proporciona un rechazo de la versión correspondiente relacionada con el conocimiento innato y la deducción o intuición. En la medida en que se reconocen los conceptos y el conocimiento dentro del área del sujeto, el conocimiento depende en gran medida de la experiencia a través de los sentidos humanos. 

## Ciclo empírico

Ciclo empírico según A. D. de Groot.

El ciclo empírico de A. D. de Groot:
1. Observación: La observación de un fenómeno y la indagación sobre sus causas.
2. Inducción: La formulación de hipótesis: explicaciones generalizadas del fenómeno.
3. Deducción: la formulación de experimentos que pondrán a prueba las hipótesis (es decir, confírmelas si son verdaderas, refutarlas si son falsas).
4. Pruebas: los procedimientos mediante los cuales se prueban las hipótesis y se recopilan los datos.
5. Evaluación: La interpretación de los datos y la formulación de una teoría, un argumento abductivo que presenta los resultados del experimento como la explicación más razonable del fenómeno.